# (17388) 1981 EZ24
A (17388) 1981 EZ24 a Naprendszer kisbolygóövében található aszteroida. Schelte J. Bus fedezte fel 1981. március 2-án.